# Ettmarshausen
Ettmarshausen ist eine zum Ortsteil Immelborn der Gemeinde Barchfeld-Immelborn gehörende Ortschaft im Wartburgkreis in Thüringen.

## Lage
Ettmarshausen liegt auf dem linken Hochufer der Werra, etwa 800 m nordwestlich von Immelborn. Die Bundesstraße 62 von Bad Salzungen nach Barchfeld führt durch den Ortsteil. Die geographische Höhe des Ortes beträgt 243 m ü. NN.

## Geschichte
Ettmarshausen wurde erstmals 1330 im sogenannten Frankensteiner Verkaufsbrief als Hetmershusen erwähnt, er war somit eine Hörigensiedlung der benachbarten Burg Frankenstein. Die Siedlung ging mit dem Verkauf in hennebergischen Besitz über, wird 1426 als Ottmarshausen erwähnt.
2012 wohnten 60 Einwohner im Ortsteil.

## Straßenverkehr
Durch die Ortslage verläuft ein Abschnitt der B 62. Mit Fertigstellung der westlich von Ettmarshausen geplanten Werratalbrücke der B 62 soll die Ortsdurchfahrt künftig vom Durchgangsverkehr entlastet werden.